# Kaverös
Kaverös är ett primärområde i stadsområde Sydväst i Göteborgs kommun.
Området, som ligger i en björkskog, bebyggdes 1963–1966 med 3–4-våningars lamellhus i gult tegel och omfattade då omkring 1100 lägenheter. De ritades av Lars Ågren. Vissa av husen byggdes 40 år senare på med två våningar och även ett parkeringsdäck påbyggdes med en våning.
Distriktskyrkan Kaverös kyrka, som tillhör Högsbo församling, ligger vid Orkestergatan. I Kaverös centrum finns livsmedelsbutik och viss annan service. I området finns även servicehuset Kaverös äng.
Kaverös ligger även nära naturområden så som Ruddalen och Änggårdsbergen.
Spårvagnslinjerna 1, 7 och 8 trafikerar hållplatserna Lantmilsgatan och Nymilsgatan.

## Nyckeltal

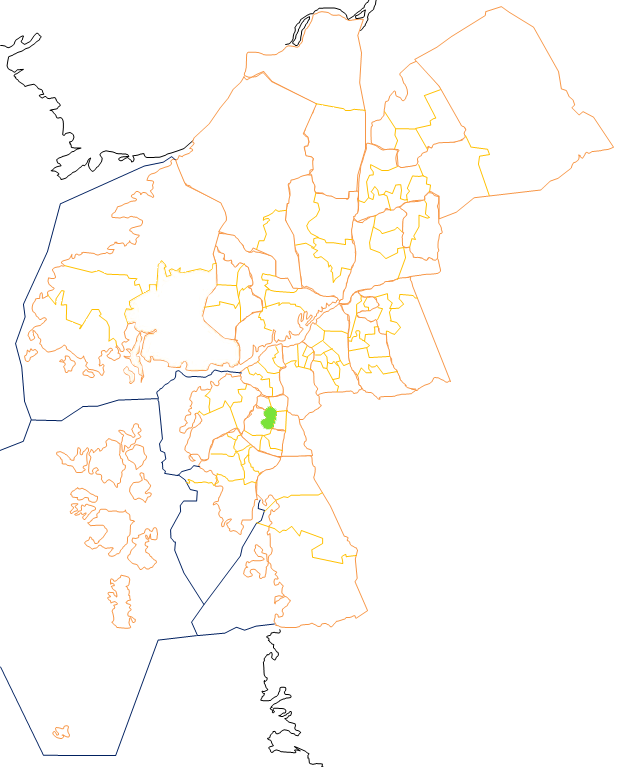
Kaverös

Nyckeltalen redovisar statistik som beskriver Göteborg och dess 96 delområden, primärområden, per den 31 december och kan användas för att jämföra de olika områdena. Nedan redovisas uppgifter för primärområdet och jämförelse görs mot uppgifterna för hela kommunen.
|                                                           | Kaverös    | Hela Göteborg |
| --------------------------------------------------------- | ---------- | ------------- |
| Folkmängd                                                 | 4 403      | 587 549       |
| Befolkningsförändring 2020–2021                           | -74        | +4 493        |
| Andel födda i utlandet                                    | 21,1 %     | 28,3 %        |
| Andel utrikes födda eller med två utrikes födda föräldrar | 27,5 %     | 38,1 %        |
| Medelinkomst                                              | 296 900 kr | 332 400 kr    |
| Arbetslöshet                                              | 3,8 %      | 6,6 %         |
| Antal ersatta dagar från F-kassan per person (16-64 år)   | 22,8       | 19,5          |
| Andel med eftergymnasial utbildning (minst 3 år)          | 44,6 %     | 37,9 %        |
| Andel bostäder byggda 1961–1970                           | 50,6 %     |               |
| Andel bostäder i allmännyttan                             | 29,9 %     | 25,9 %        |
| Antal färdigställda bostäder 2021                         | 0          |               |
| Andel bostäder i småhus                                   | 0,0 %      | 18,3 %        |

## Stadsområdes- och stadsdelsnämndstillhörighet
Primärområdet tillhörde fram till årsskiftet 2020/2021 stadsdelsnämndsområdet Askim-Frölunda-Högsbo och ingår sedan den 1 januari 2021 i stadsområde Sydväst.